# EKO Micky
L' EKO Micky és un sintetitzador analògic i polifònic fabricat per la marca italiana EKO a Montecassiano durant la dècada de 1970. Aquest instrument musical ofereix tres sons únics que no es poden combinar: flauta, corda i vents metall, cada un d'ells amb l'opció de vibrato. A més a més, l'EKO Micky compta amb diferents ritmes com ara waltz, foxtrot, twist, latin i slow rock, els quals es poden modificar la seva velocitat mitjançant un fader.

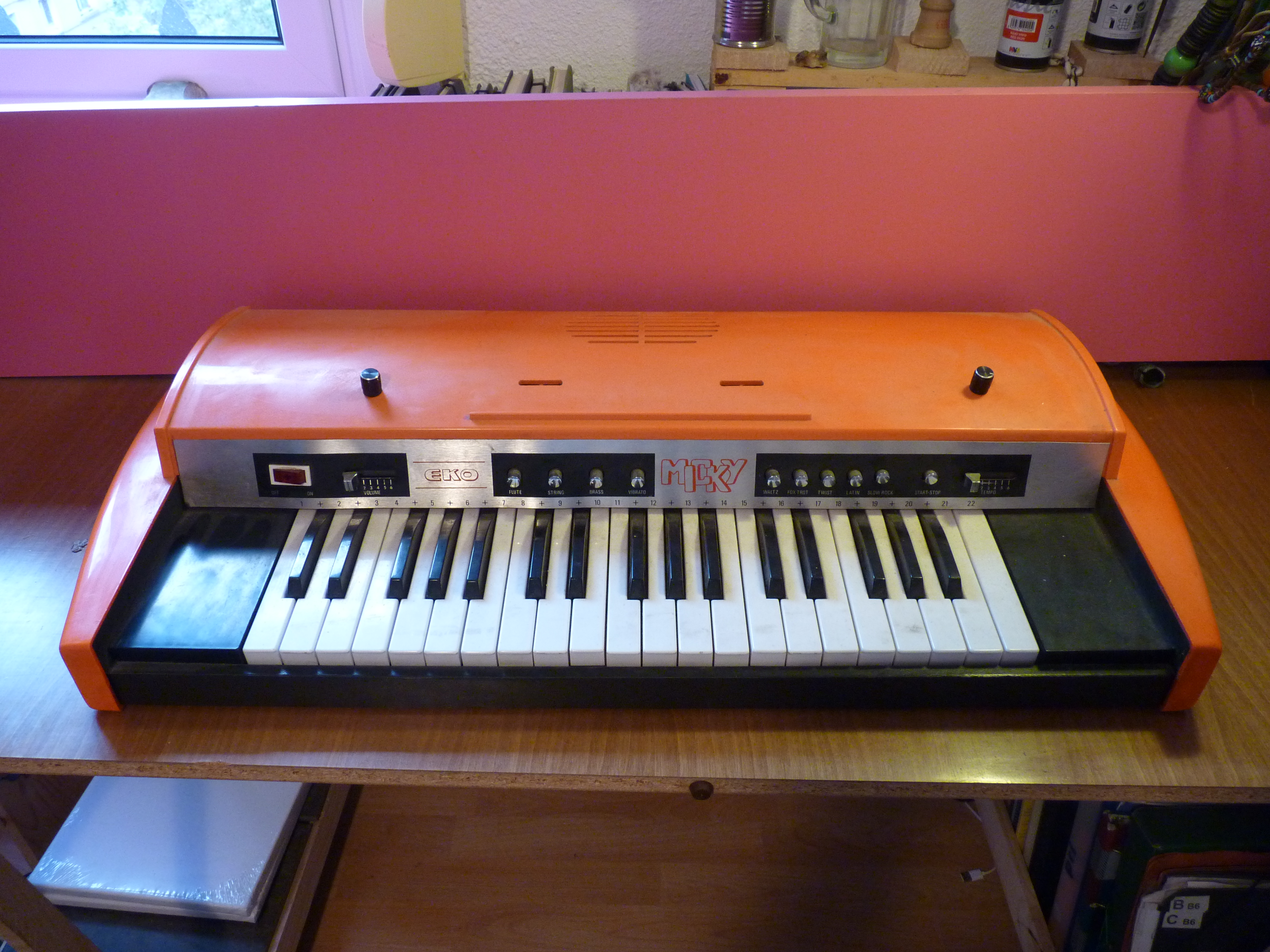
Foto del sintetitzador EKO Micky amb diverses modificacions

## Disseny
L' EKO Micky es distingeix dels altres instruments de la seva època per la seva característica incorporació d’altaveus, la qual cosa no era gaire comú en aquell moment. També està equipat amb un faristol i destaca pel seu distintiu color taronja. El seu disseny, colorit i divertit fa pensar que és un sintetitzador per a nens, ja que té poques funcions i per l’època era fàcil de transportar per les seves dimensions compactes i pes lleuger. A nivell de so se'l pot veure relacionat amb el sintetitzador Vox Continental Organ.

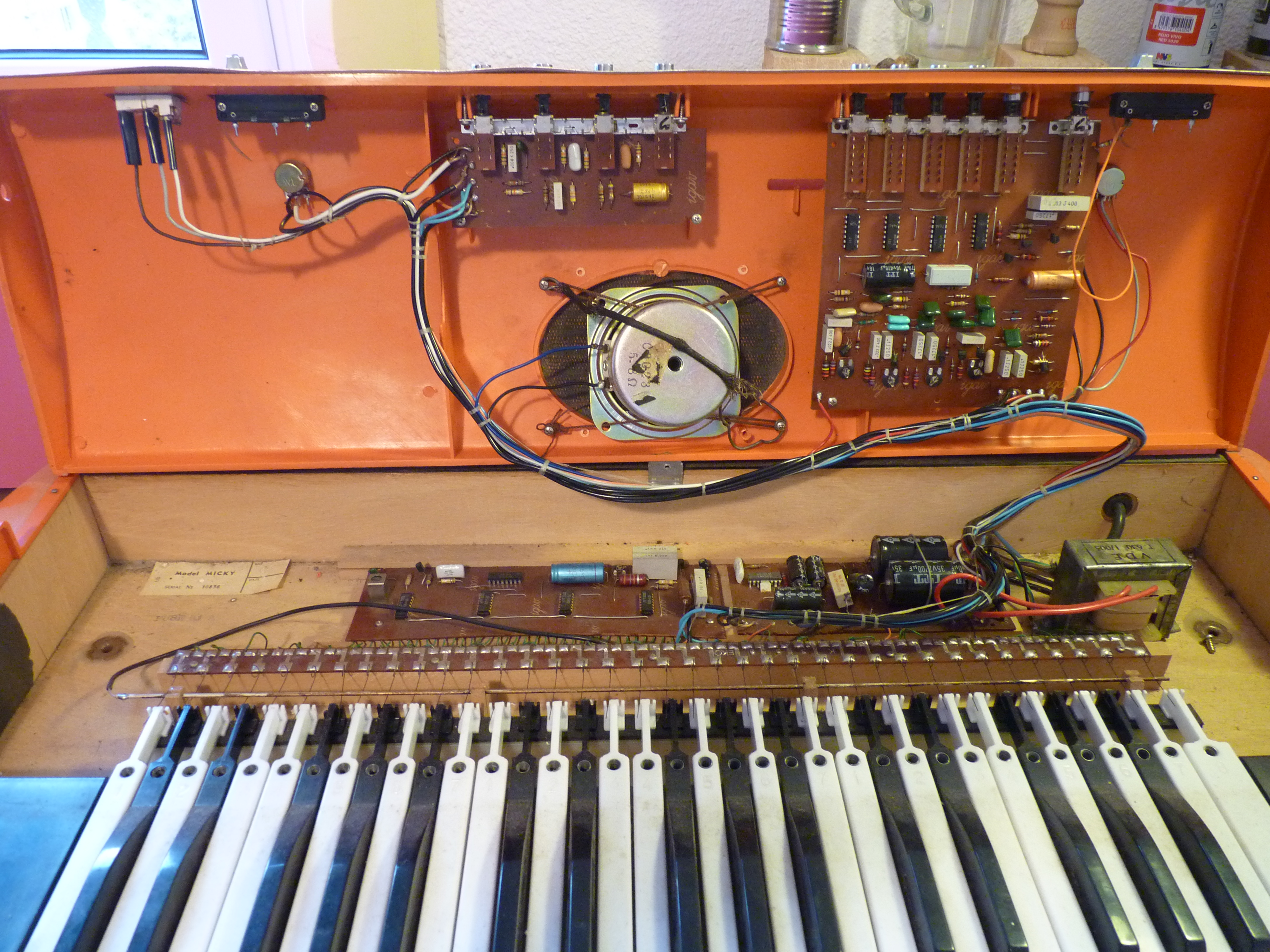
Foto de la circuiteria del sintetitzador EKO Micky, amb diverses modificacions.

## Implementació
Giorgio Moroder va ser un dels primers músics en utilitzar el sintetitzador EKO Micky en les seves produccions musicals. En concret, el sintetitzador es va fer famós per la seva aparició en la cançó “From Here to Eternity” de Giorgio Moroder el 1977.

## Característiques tècniques
L'EKO Micky té una potència de 220 V - 50/60 Hz i 15 Watts. Les seves dimensions són de 80 cm de llargada, 38 d’amplada i 15 d’alçada. El pes és d’aproximadament 6 Kg.